# Coelogyne hajrae
Coelogyne hajrae är en orkidéart som beskrevs av Sandhyajyoti Phukan.
Coelogyne hajrae ingår i släktet Coelogyne och familjen orkidéer. Artens utbredningsområde är Arunachal Pradesh. Inga underarter finns listade i Catalogue of Life.